# Pollanisus incertus
Pollanisus incertus là một loài bướm đêm thuộc họ Zygaenidae. Nó được tìm thấy dọc theo bờ biển của đông bắc Queensland.
Chiều dài cánh trước khoảng 8 mm đối với con đực và about 8.5 mm đối với con cái.
Ấu trùng ăn Tetracera nordtiana.